# Stadtarchiv Kassel
Das Stadtarchiv Kassel sammelt und bewahrt die historische Überlieferung der Stadt Kassel. Räumlich ist es zuständig für die Geschichte der Stadt Kassel mit den eingemeindeten Orten Bettenhausen, Harleshausen, Kirchditmold, Niederzwehren, Nordshausen, Oberzwehren, Rothenditmold, Wahlershausen, Waldau, Wilhelmshöhe, Wehlheiden und Wolfsanger.

## Geschichte

### Standorte
Der erste bekannte Standort des Stadtarchivs war ein Gewölbe im Rathaus am Altmarkt von 1408. Seit 1837 befand sich das Archiv im Oberneustädter Rathaus. 1905 zog es in die neugegründete Murhardsche Bibliothek um. 1935 wurde es wieder im neuen Rathaus der Stadt Kassel untergebracht, wo es nach mehreren Umzügen im Gebäude schließlich im Erdgeschoss neben der Schreinerei seinen Platz fand. Nach dem Angriff auf Kassel im Oktober 1943 brannte das Archiv im Rathaus völlig aus. Die geringen Reste wurden 1944 ausgelagert und kehrten erst 1946 in die Stadt zurück. Nach mehreren Umzügen in den Nachkriegsjahren zog das Archiv 1958 zunächst ins Palais Bellevue und schließlich in den rekonstruierten Marstall, in dem es sich noch heute befindet.

### Personal
Der erste namentlich bekannte Archivar war Archivrat Landau, der in den 1840er Jahren mit der Ordnung und Verzeichnung der Reste des städtischen Archivs beauftragt war. Seit 1885 wurde das Archiv von Hugo Brunner (Bibliothekar und späterer Direktor der Murhardschen Bibliothek) verwaltet. 1905 übernahm Stadtbibliothekar Paul Heidelbach nebenamtlich die Verwaltung des Archivs.
Als erster hauptamtlicher Archivar wurde 1935 Wilhelm Ide eingestellt. 1944 beauftragte die Stadt Robert Friderici damit, sich um die Reste des Archivs und anderer Sammlungen zu kümmern. Wenig später, 1948, übernahm Erwin W. Ebert, zuvor bei der Spruchkammer als Investigator beschäftigt, die Betreuung des Stadtarchivs, Friderici blieb jedoch wissenschaftlicher Berater. Nach Eberts Ausscheiden 1952 übernahm Friderici das Archiv wieder und arbeitete bis 1962 als Stadtarchivar, seit 1959 unterstützt durch Wilhelm Niemeyer. Nach dem Tod Niemeyers 1966 übernahm Friderici kurzfristig wieder die Leitung.
Schließlich wurde 1968 mit Frank-Roland Klaube zum ersten Mal ein ausgebildeter Archivar im Stadtarchiv Kassel tätig. Er leitete das Archiv bis 2008. Ende 2008 übernahm Sigrid Schieber die Archivleitung, blieb aber nur 11 Monate und wechselte aus persönlichen Gründen ins Hessische Hauptstaatsarchiv nach Wiesbaden. Das Archiv wurde ab November 2010 von Alexandra Lutz geleitet. Seit dem 1. Januar 2014 leitet Stephan Schwenke das Stadtarchiv Kassel.

## Bestandsgeschichte
Das Kasseler Archiv hat im Laufe der Jahrhunderte zahlreiche Verluste erlitten.
Bereits im Mittelalter sind in zwei Fällen (1239 und 1384) größere Verluste städtischer Urkunden überliefert. Eine große Zäsur in der Geschichte des Stadtarchivs war die Einrichtung eines neuen Schwurgerichts 1808 und der damit verbundene Umzug des Rathauses. Das Gericht sollte seinen Sitz im Rathaus am Altmarkt finden, als neues Rathaus der Stadt Kassel diente das bisherige Oberneustädter Rathaus. Der damalige Maire der Stadt berichtete an den Präfekten des Fuldadepartements, im bisherigen Rathaus befänden sich außer einigen Gerichtsakten, die noch gebraucht würden, nur alte Stadtakten und Rechnungen, "welche über mehrere Jahrhunderte hinausgehen und daher keinen praktischen Nutzen mehr haben". Am 12. April 1808 war dann in der Casseler Zeitung zu lesen, dass "eine Partie alter unnützer Papiere" im Rathaus an den Meistbietenden zu verkaufen sei.
Nachdem bereits vermutlich größere Teile der mittelalterlichen und frühneuzeitlichen Überlieferung verloren waren, traf das Stadtarchiv 1943 ein Totalverlust. Als Folge des Luftangriffs im Oktober 1943 brannte das Archiv im Rathaus völlig aus. Wilhelm Ide hatte sich zuvor erfolglos um eine Auslagerung an einen sicheren Ort bemüht. Die Reste wurden von Ide, der 1945 aus dem Archivdienst ausschied, und dem späteren Stadtarchivar Friderici nach Hof Kapelle bei Marburg bzw. nach Karlshafen in Sicherheit gebracht.

## Bestände
Durch den Verlust der älteren Bestände 1943 reichen die Bestände des Stadtarchivs nur in wenigen Fällen in die Zeit vor 1943 zurück. Die personengeschichtlichen und sachthematischen Sammelmappen (S1 und S 5) wurden durch später angekaufte Ausschnittsammlungen von Privatpersonen angereichert, so dass darin auch Zeitungsausschnitte aus den 1920er und 1930er Jahren zu finden sind.

### Abteilung A
Schriftgut der Stadtverordnetenversammlung und der Stadtverwaltung, gegliedert nach Ämtern.
Darunter wichtige Bestände für biografische Daten, genealogische Forschungen und Erbenermittlung:

- amtliche Meldeunterlagen von 1868 bis ca. 1995 (etwa 1,5 Mio. Karteikarten)

- Hausstandsbücher von 1909 bis 1968

- Personenstandsregister des Standesamts Kassel, Stand 2009: Geburtenregister 1874–1898, Heiratsregister 1874–1928 und Sterberegister 1874–1978 (jedes Jahr kommt ein neuer Jahrgang hinzu).

### Abteilung B
Schriftgut nichtstädtischer Institutionen (Vereine, Ausstellungsgesellschaften u. a.)

### Abteilung C
Schriftliche Nachlässe und Materialsammlungen von Personen, auch Familienarchive

### Abteilung D (Sammlungen)
- S1 Personalia

Materialsammlung – überwiegend Zeitungsausschnitte – zu Leben und Wirken von Personen der Stadtgeschichte
- S3 Handschriftliche Einzelstücke

- S4 Periodica

425 periodisch erschienene oder erscheinende Druckschriften
- S5 Zeitgeschichtliche Sammlung

überwiegend Zeitungsausschnitte zu Themen und Schlagwörtern
- S6 Broschüren

1.250 einzeln verzeichnete informative Druckschriften kleineren Umfangs
- S7 Mappenwerke

44 Bildmappen zur Stadtgeschichte
- S8 Sammlung Dettmar zum Luftkrieg

- Zeitungen

seit 1945, chronologisch gesammelt und gebunden
- Sammlung Porträts (16.–20. Jahrhundert)

1000 Fotografien, Stiche, Lithografien u. a.
- Stadtpläne und Landkarten

ca. 1.200 Stück
- Architekturzeichnungen, Risse

ca. 1.650 Stück
Plakate
ca. 1.150 Stück
- Flugschriften aus dem 19. Jahrhundert

ca. 1.400 Flugschriften und Maueranschläge
Fotoarchiv
ca. 120.000 Fotos, hinzu kommt der Fotonachlass Carl Eberth mit ca. 45.000 Fotos
Abbildungen außer Fotografien
- 1.850 Bilder

- Ansichtskarten

3.500 Stück mit Kasseler Motiven

### Abteilung E (Stadtgeschichtliche Bibliothek)
mit Sammelschwerpunkt Geschichte Kassels und der näheren Umgebung
9.000 Bände nebst 145 Adressbüchern und 74 Bänden Hofkalender sowie
89 Zeitschriften (abgeschlossene und laufende)